# Осова (Люблінський повіт)
Осова (пол. Osowa) — село в Польщі, у гміні Бихава Люблінського повіту Люблінського воєводства.
Населення — 254 особи (2011).
У 1975-1998 роках село належало до Люблінського воєводства.

## Демографія
Демографічна структура станом на 31 березня 2011 року:
|          | Загалом | Допрацездатний вік | Працездатний вік | Постпрацездатний вік |
| -------- | ------- | ------------------ | ---------------- | -------------------- |
| Чоловіки | 130     | 31                 | 84               | 15                   |
| Жінки    | 124     | 27                 | 68               | 29                   |
| Разом    | 254     | 58                 | 152              | 44                   |